# Marek Wittbrot
Marek Samuel Wittbrot (ur. 16 września 1960 w Polanowie) – pallotyn, dziennikarz, redaktor, fotografik. Autor tekstów poświęconych literaturze i sztuce współczesnej. Duszpasterz środowisk twórczych, działacz polonijny we Francji.

## Życie
Marek Wittbrot urodził się 16 września 1960 w Polanowie. Ukończył studia filozoficzno-teologiczne w pallotyńskim Wyższym Seminarium Duchownym w Ołtarzewie i na ATK (obecnie Uniwersytet Stefana Kardynała Wyszyńskiego) w Warszawie. Święcenia kapłańskie przyjął 7 maja 1988 w Ołtarzewie. Pracował przez dwa lata jako wikariusz w Radomiu, a w październiku 1990 wyjechał do Francji, gdzie przebywa do dzisiaj.

## Działalność
Marek Wittbrot był redaktorem miesięcznika katolickiego „Nasza Rodzina” (w latach 1991–1999) wydawanego w Paryżu. Do dziś jest redaktorem naczelnym czasopisma internetowego „Recogito” (www.recogito.pologne.net), a także – od roku 2014 – francuskojęzycznego „Re/cogito” (recogito.eu). Współpracował z periodykami: „W drodze”, „Tygiel Kultury”, „Czas Kultury” i „Topos”. Obecnie pisze dla kwartalnika „Bliza”. Publikował w takich czasopismach jak „Azymut”, „Forum für osteuropäische Ideen- und Zeitgeschichte”, „Gazeta Wyborcza”, „Latarnia Morska”, „Powściągliwość i Praca”, „Studia Ekonomiczno-Społeczne”, „Undergrunt”, „Zeszyty Literackie”, a także w zbiorowych pracach naukowych oraz w albumach i katalogach poświęconych sztuce. W latach 1990–2005 zajmował się fotografią i eksponował swoje zdjęcia między innymi w paryskim Atelier Visconti (1998), w łódzkim Muzeum Kinematografii (1999), w poznańskim Domu Bretanii (2000), w paryskiej Galerie Perspectives (2001) i w Espace Urbanowicz w Montmorency (2004/2005). Marek Wittbrot był współzałożycielem i członkiem Towarzystwa Przyjaciół „Powściągliwości i Pracy” oraz członkiem Association Professionelle des Journalistes de l’Information Religieuse (1992–1999). Od 1994 roku należy do International Federation of Journalists.
W czasie pobytu Czesława Miłosza w Paryżu (1997 rok) zrobił serię zdjęć poety z rzeźbiarzem Michałem Milbergerem
Przeprowadził wiele ciekawych rozmów:
- Z prof. dr hab. Mieczysławem Gogaczem, Świadectwo rzeczywistości (przedruk w: Recogito z czasopisma alumnów WSD w Ołtarzewie „Nasz Prąd”, 1984 r.)
- Z lekarzem ginekologiem-położnikiem, prof. Włodzimierzem Fijałkowskim, Droga życia (przedruk w: Recogito z czasopisma alumnów WSD w Ołtarzewie „Nasz Prąd”, 1985 r.)
- Z pisarzem Janem Józefem Szczepańskim, Wartość literatury polega na jej rozmaitości (przedruk w: Recogito z czasopisma alumnów WSD w Ołtarzewie „Nasz Prąd”, 1985 r.)
- Z ks. Józefem Tischnerem, Samotność to swoboda ducha (przedruk w: Recogito z czasopisma alumnów WSD w Ołtarzewie „Nasz Prąd”, 1985 r.)
- Z pisarzem Stefanem Kisielewskim, Absurd trwać może (przedruk w: Recogito z czasopisma alumnów WSD w Ołtarzewie „Nasz Prąd”, 1986 r.)
- Z pisarzem Pawłem Hertzem, O refleksji i medytacji, Warszawa 1986 r., opublikowana w 2001 r. w: Recogito
- Z Lechem Wałęsą w 1987 roku, Wiara i czyn (przedruk w: Recogito z czasopisma alumnów WSD w Ołtarzewie „Nasz Prąd”, 1987 r.)
- Z rysownikiem, Markiem Rudnickim, Braterstwo, Paryż 1995 r., opublikowana w 2005 roku, w: Recogito
- Z artystą Arturem Majką, Człowiek, Paryż 1999, opublikowana w 1999 roku w miesięczniku Nasza Rodzina, przedruk w: Recogito 2002.
- Z poetą, pisarzem Cezarym Dobies, Materia wiersza, Paryż 2004, w: Recogito
- Z poetką, pisarką Teresą Tomsią, Poszukując miary, Paryż, lipiec 2006 Recogito
- Z artystą Pawłem Joczem prowadził w latach 1999–2008 rozmowy, które zostały opublikowane w Recogito.
- Z poetą Maciejem Niemcem Ciemność jest bardziej podstawowa w: Recogito
- Z księdzem Piotrem Roszakiem, Sub ratione Dei, w: Recogito

W roku 2010 opublikował wraz z Pawłem Huelle Rozmowy nad Mołtawą, Sekwaną i Wezerą.
Od roku 2014, razem z Arturem Majką, Piotrem Roszakiem oraz paryską galerią Roi Doré, wydaje książkową Kolekcję „Recogito”'.
Popularyzuje ideę księdza Józefa Sadzika i założonego przez niego w 1973 roku Centrum Dialogu. W serii Recogito wydawanej przez Éditions yot-art w Paryżu została przygotowana przez niego książka, która prezentuje wiersze ks. Sadzika (Józef Sadzik Wiersze, Éditions yot-art: Recogito, Paryż 2015)